# Jimena Fernández
Jimena_Fernández (970 körül – 1035), spanyolul: Jimena Fernández, baszkul. Semena Fernandez, Navarra királynéja. A Jimeno-ház tagja.

## Élete
970 körül született a Navarrai Királyságban, Fernando Bermúdez ceai gróf és Saldenai Elvíra kasztíliai grófnő negyedik gyermekeként és második leányaként. IV. García navarrai király felesége és III. Sancho navarrai király anyja.

## Gyermekei
- IV. García (964 körül–999/1000/04) navarrai királytól, 4 gyermek:
  - Sancho (990/92–1035), III. Sancho néven navarrai király
  - Urraca (–1031 után), férje V. Alfonz leóni király (996–1028)
  - Elvira
  - García